# Andrew Luck
Andrew Austen Luck (født 12. september 1989 i Washington, D.C.) er en tidligere quarterback for NFL-holdet Indianapolis Colts. Han blev draftet og skrev kontrakt med Colts i 2012. Han spillede i college for Stanford University. Han blev betragtet af mange som et af de største talenter inden for amerikansk fodbold, men nåede kun at spille 7 sæsoner i NFL, efter at adskillige skader tvang Luck til at trække sig fra sporten inden at have fyldt 30.